# Harlan (Mondkrater)
Harlan ist ein Einschlagkrater am südöstlichen Rand der Mondvorderseite, südwestlich des Kraters Abel und nordöstlich von Marinus.
Der Kraterrand ist mäßig erodiert, das Innere eben.
Der Krater wurde 2000 von der IAU nach dem US-amerikanischen Astronomen Harlan James Smith offiziell benannt.
Zuvor wurde der Krater als Marinus D bezeichnet.